# Les Larmes de Hel
Les Larmes de Hel est le neuvième tome de la série de bande dessinée Les Mondes de Thorgal - La Jeunesse, dont le scénario est écrit par Yann et les dessins et couleurs réalisés par Roman Surzhenko. L'album fait partie d'une série spin-off qui suit les aventures du jeune Thorgal avant la série principale éponyme.

## Synopsis
Après avoir fui Harald-à-la-dent-bleue, Thorgal, Aaricia, Sveynn, et leurs compagnons, errent en mer à bord de leur drakkar. Leurs réserves d'eau sont épuisées.
Poursuivis par Harald, ils n'ont d'autre choix que de s'enfoncer dans un banc de brume. Ils finissent par faire naufrage sur une île que Thorbiorg, la völva, identifie comme étant l'îlot de Bōhk, la porte des enfers de Hel. Toujours à la recherche d'eau, Thorgal et Aaricia décident d'explorer les sous-sols pour en trouver. Accompagnés de Thorbiorg, rencontrée dans les souterrains, ils arrivent devant la géante Módgud, gardienne du pont Gjallarbrú qui traverse le fleuve Gjöll, et qui permet d'entrer au royaume de la déesse Hel.
En lui disant qu'il est un enfant des étoiles, Thorgal attise la curiosité de Módgud et la convainc de le laisser franchir le pont. Elle accepte d'autant qu'il ne peut être franchi que dans un seul sens. Aaricia et Thorbiorg sont assommées par Módgud après que Thorbiorg ait tenté de la tuer.
Thorgal finit par découvrir une communauté de femmes qui vivent retirées de tout afin de se préserver de la violence des hommes. 
L'une de ces femmes est Sy-Aesa, la mère de Sveynn. Elle admet que Harald est bien le père biologique de Sveynn. Entendant cela, Harald se jette sur elle mais il est tué par Sveynn.
Un vif débat sur la violence s'engage alors entre les femmes de l'île et les naufragés : à leurs principes de paix et de sérénité, Aaricia leur oppose le rejet et l'indifférence dont elles font preuve. A vouloir vivre cachées, elles engendrent également de la violence : elles laissent périr les naufragés faute de leur procurer de l'eau. Thorbiorg a été mutilée et tuée par les hommes de Harald car il lui était interdit de franchir le pont du Gjallarbrú.
La petite communauté pacifique laisse finalement partir Thorgal, Aaricia, Sveynn et les siens à bord du drakkar de feu Harlad, en leur fournissant de l'eau.

## Publications
- Le Lombard, avril 2021  (ISBN 978-2-8036-7797-9)